# Österreich-Ungarns Truppen an der Westfront (Erster Weltkrieg)
Österreich-Ungarns Truppen an der Westfront waren im Ersten Weltkrieg Teil der militärischen Unterstützung des Deutschen Reiches und wurden in Belgien und Frankreich eingesetzt.

## Geschichte
Der, wenn auch nicht allzu große, Anteil von Verbänden des k.u.k. Heeres an den Operationen an der Westfront zwischen 1914 und 1918 ist wenig bekannt.
Insgesamt lassen sich drei Phasen des Einsatzes österreichisch-ungarischer Verbände an der Westfront feststellen.

### Sommer 1914

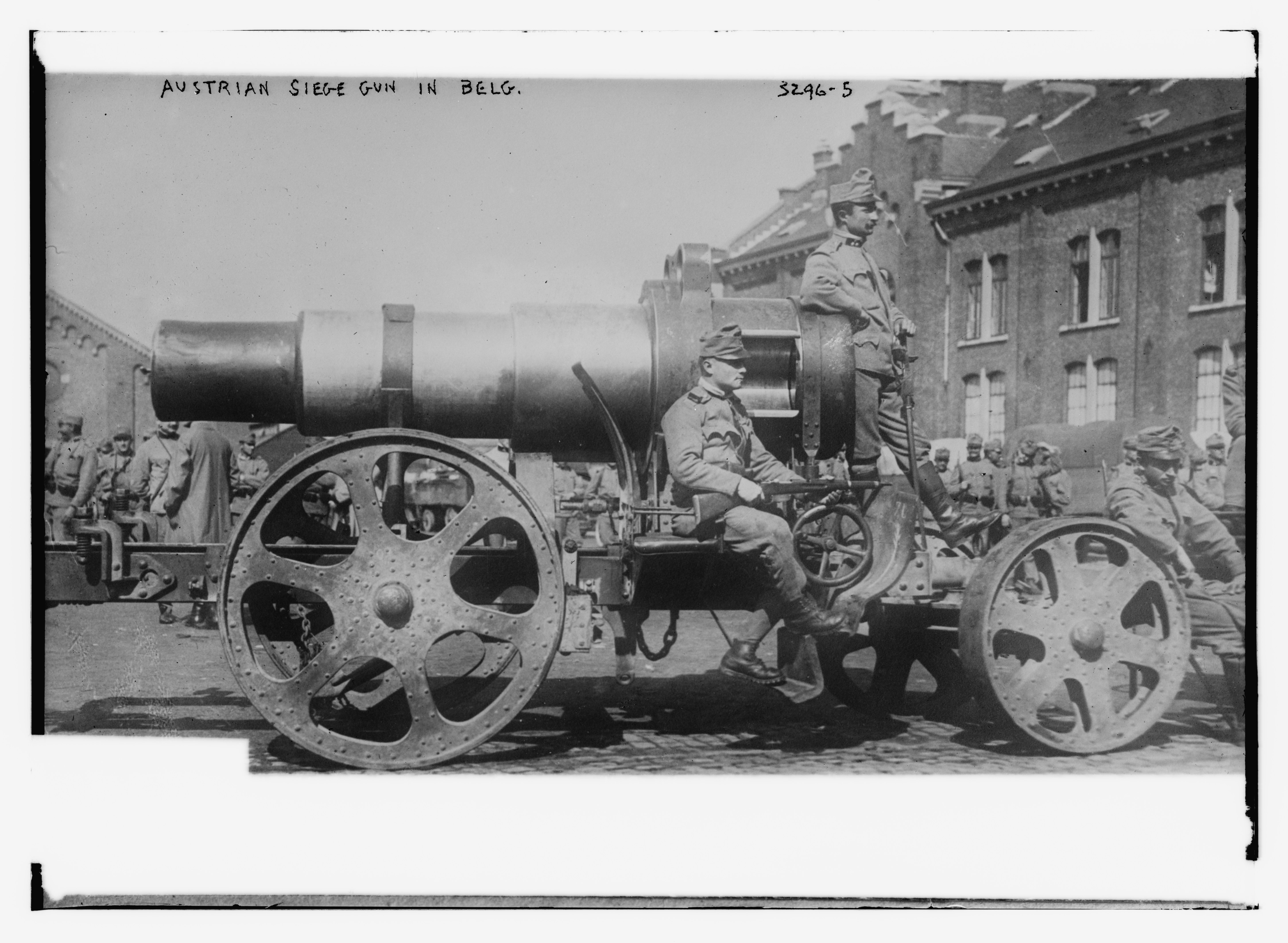
30,5 cm Skoda Motor-Mörser.

Auf Ersuchen des deutschen Generalstabs waren ab 21. August 1914 zwei Verbände der schweren Artillerie der k.u.k. Armee nach Belgien verlegt worden.
Die zwei k.u.k. Halbbataillone „Krakau“ und „Görz-Wippach“ die mit jeweils zwei Batterien à zwei 30,5 cm Skoda Motor-Mörser ausgerüstet waren, hatten vorerst hauptsächlich an der Niederkämpfung einzelner Forts der belgischen Festungen Namur (bis zum 25. August 1914) und der Belagerung von Antwerpen (bis zum 9. Oktober 1914) teilgenommen. Interessanterweise geschah dieses bereits eine Woche vor der Kriegserklärung Österreich-Ungarns an Belgien am 28. August 1914.
Das eine Halbbataillon bestand aus der 3. und 4. Batterie des k.u.k. Festungsartillerieregiments Nr. 2 in Krakau, das andere aus der 7. und 8. Batterie des k.u.k. Festungsartillerieregiments Nr. 8 bei Görz.
Nach dem kurzfristigen Einsatz dieser Artilleriebatterien an der Ypern-Front, im Raum nordwestlich von Verdun sowie westlich von Metz traten die Batterien im März bzw. Mai 1915 zu den österreich-ungarischen Streitkräften zurück und wurden an deren mittlerweile drei Fronten eingesetzt.

### Frühjahr 1918

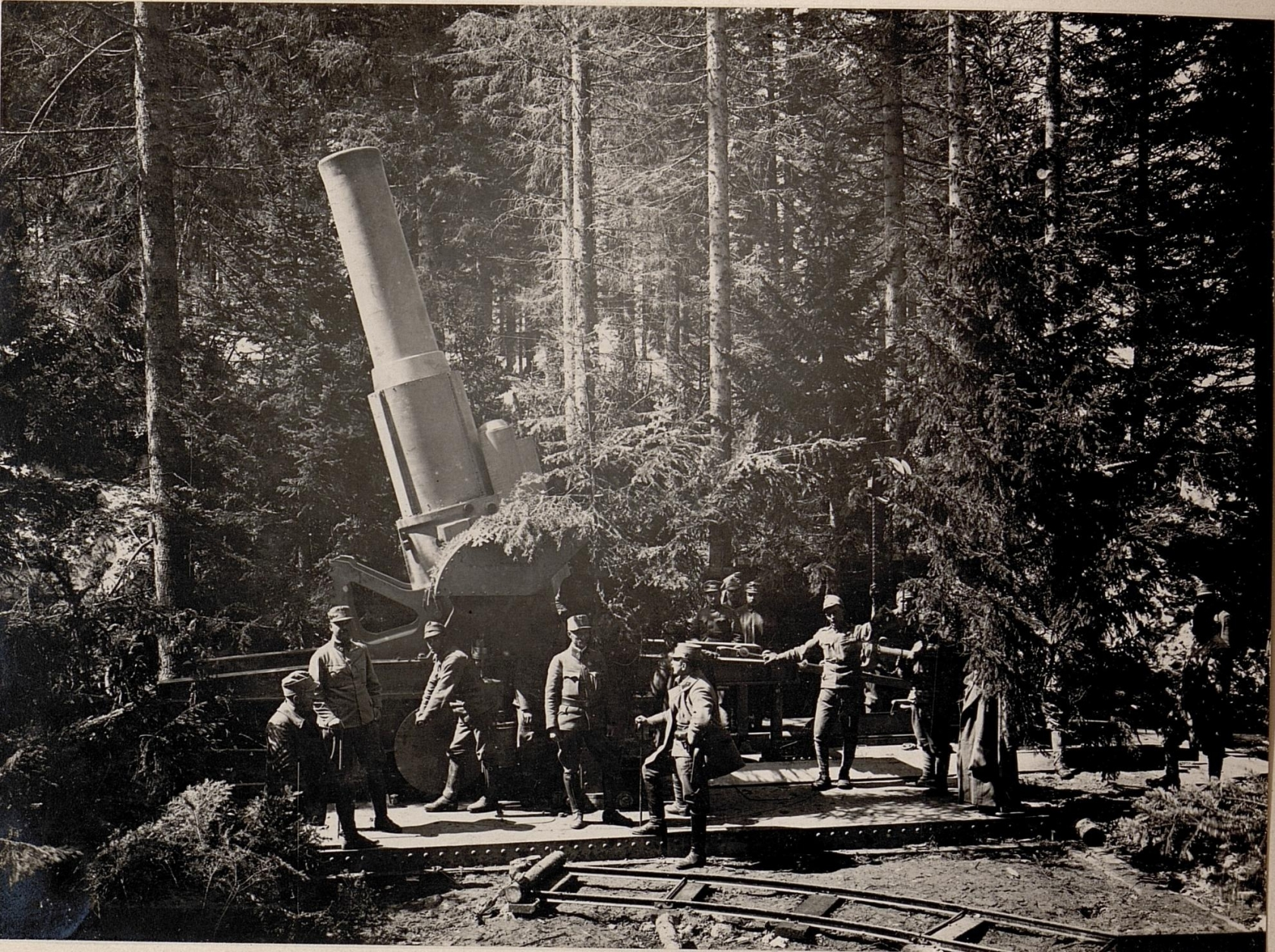
38-cm-Belagerungshaubitze M 16

Im Februar 1918 wurden erneut k.u.k. Artillerieverbände zur Unterstützung verschiedener deutschen Armeen an die Westfront verlegt. Dieses waren die k.u.k. Schweren Feldartillerieregimenter Nr. 25, 59 und 206 sowie die k.k. Schweren Feldartillerieregimenter Nr. 45 und 54. Des Weiteren eine Batterie des k.u.k. Schweren Feldartillerieregiments Nr. 2 und eine Batterie des k.u.k. Schweren Artillerieregiments Nr. 6 (mit einer 38 cm Haubitze). Wachsende Probleme bei der Munitionsversorgung führten jedoch nach der Anfangsphase der Großen Schlacht in Frankreich zur schrittweisen Rückverlegung einiger Verbände nach Österreich-Ungarn.

### Sommer 1918
Auf Drängen der deutschen Obersten Heeresleitung wurde ab 4. Juni 1918 das k.u.k. XVIII. Korps unter dem Kommando vom Feldmarschallleutnant Ludwig Goiginger mit schließlich insgesamt vier Divisionen (k.u.k. 1. Infanteriedivision, k.u.k. 35. Infanteriedivision, k.u. 37. Infanteriedivision, k.k. 106. Landsturmdivision) in 234 Zugtransporten an die deutsche Westfront verlegt. Zusätzlich wurden auch weitere Artillerieformationen, Ballonkompanien und sogar 15.000 russische Kriegsgefangene in Marsch gesetzt. Zunächst war vorgesehen, alle vier Divisionen in den Raum Verdun zu entsenden, wo sie mit den Besonderheiten des westlichen Kriegsschauplatzes vertraut gemacht werden sollten. Dazu wurden sie zur Verstärkung ihrer Feuerkraft mit 200 erbeuteten leichten britischen Maschinengewehren vom Typ Lewis je Division ausgestattet. Als logistische Basis wurde die k.u.k. Etappenstelle West in Arlon eingerichtet.

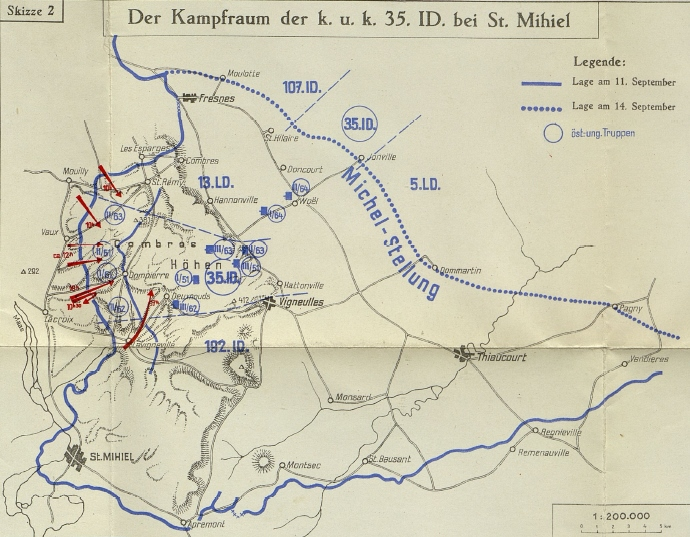
Der Kampfraum der k.u.k. 35. Infanteriedivision bei St. Mihiel (Frankreich) im September 1918.

Interessanterweise kamen die im Sommer 1918 bereits massiven nationalen Spannungen in der k.u.k. Armee an der Westfront kaum zum Tragen.
Während es in der ersten Zeit nach Ankunft der k.u.k. 1. und k.u.k. 35. Infanteriedivision an der Front noch relativ ruhig geblieben war, begann am 12. September der amerikanisch-französische Großangriff auf den St. Mihiel-Frontbogen. Die im Bereich der deutschen Armeeabteilung C eingesetzte k.u.k. 35. Infanteriedivision erlitt dabei sehr hohe Verluste. Sie verlor insgesamt rund 3.300 Mann.

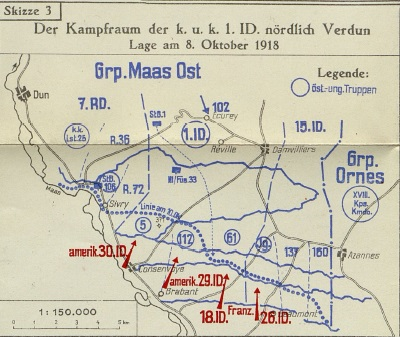
Einsatz der k.u.k. 1. Infanteriedivision nördlich von Verdun im Oktober 1918.

Die enorme materielle Überlegenheit der Entente sollte sich in den folgenden Kämpfen zwischen dem 8. und 11. Oktober im Orne-Abschnitt erneut beweisen. Hier wurden die Truppen des k.u.k. XVIII. Korps, die nun der deutschen Armeegruppe Maas Ost unterstellt waren, in schwerste Kämpfe mit US-amerikanischen Truppen verwickelt. Obwohl zusammen mit deutschen Verbänden ein vollständiger Durchbruch der alliierten Verbände verhindert werden konnte, war die Bilanz der österreichisch-ungarischen Truppen letztendlich niederschmetternd. Nach dem vorläufigen Ende der Kämpfe wurde klar, dass bei weiteren Angriffen der Entente dieser Dimension, die mit ähnlich hohen Verlusten verbunden waren, von den Truppen bald nichts mehr übrig sein würde. Die Ausfälle der k.u.k. 1. Infanteriedivision hatten vom 1. bis 13. Oktober schon über 5.000 Mann betragen, das waren über 55 Prozent der Verpflegungsstärke zu Beginn der Kämpfe. Ende Oktober 1918 verfügte die Division nur noch über 2.700 Mann an Kampftruppen. Wenige Tage später mussten schließlich noch einmal fast 400 gaskranke Soldaten aus der Front genommen werden.
Von der k.k. 106. Landsturmdivision kämpften nur das der deutschen 7. Reserve-Division unterstellte k.k. Landsturminfanterieregiment Nr. 25 und das k.k. Sturmbataillon Nr. 106 bis Mitte Oktober gegen US-amerikanische Verbände.
Die k.u. 37. Honvédinfanteriedivision war in der ersten Septemberhälfte in den Raum südlich von Straßburg verlegt und der deutschen Heeresgruppe Herzog Albrecht unterstellt worden. Sie kam allerdings nicht mehr in Einsatz, sondern wurde hauptsächlich für den Stellungsbau verwendet.
Genau acht Tage nach der Forderung Ludendorffs, vier weitere österreichisch-ungarische Divisionen an die Westfront zu entsenden, begann am 24. Oktober die alliierte Offensive am Piave an der italienischen Front. Deshalb wurden in der ersten Novemberwoche angesichts der kritischen Lage an den Fronten Österreich-Ungarns die ersten Verbände der k.u.k. Truppen an der Westfront zur Rückverlegung vorbereitet.
Das Korpskommando war bereits am 3. November nach Arlon und am 10. November nach Diedenhofen verlegt worden. Die österreichisch-ungarischen Divisionen wurden rasch aus der Front gezogen und bis 10. November südwestlich von Diedenhofen versammelt. Bereits hier erfolgte innerhalb der Divisionen eine Trennung in unterschiedliche nationale Transportstaffeln, die die Soldaten in deren nunmehr unabhängigen Nationalstaaten zurückführen sollten. Nur die räumlich von den anderen Divisionen getrennte k.u. 37. Honvédinfanteriedivision wurde bereits bis 16. November im Bahntransport nach Ungarn zurückverlegt.

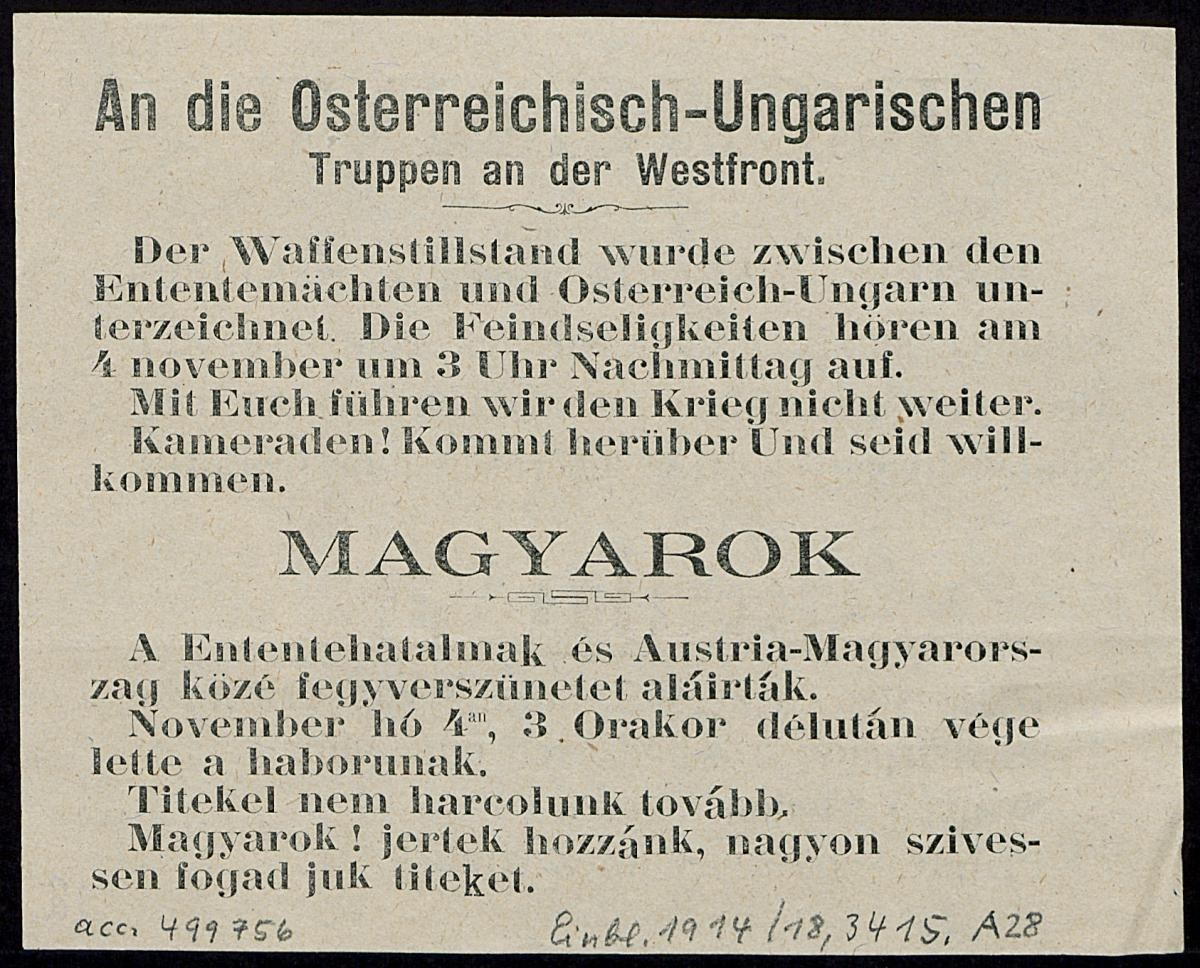
Aufruf zur Kapitulation in Deutsch und Ungarisch.

Zunächst traten die Verbände ihren Rückmarsch zum Rhein per Fuß an. Zwischen dem 18. und dem 25. November erreichten das Korpskommando und die drei verbliebenen Divisionen den Raum Karlsruhe-Germersheim. Aufgrund der völlig unzureichenden Transportlage wurde der Rückmarsch weiterhin zu Fuß in überwiegend eingehaltener militärischer Ordnung noch bis zum 27. November an den Neckar im Raum Heilbronn fortgesetzt. In den folgenden zwei Tagen gelang es schließlich, den Heimtransport mit der Eisenbahn abzuwickeln. Bis zum Abend des 29. November hatten die letzten k.u.k. Truppen der de facto nicht mehr existierenden Armee Österreich-Ungarns das Gebiet Deutschlands verlassen.
Zusammenfassend lässt sich feststellen, dass der Einsatz der k.u.k. Truppen an der Westfront auf die Ereignisse der Kämpfe keine nachhaltige Auswirkung hatte. Sie konnten den alliierten Vormarsch nur unwesentlich verzögern.
Die Verluste der österreichisch-ungarischen Truppen an der Westfront im Jahre 1918 betrugen in knapp zwei Monaten Einsatz 779 Gefallene, 2.139 Verwundete, 5.403 Kriegsgefangene und Vermisste sowie 10.974 Kranke.

## Gliederung am 15. Oktober 1918

### k.u.k. XVIII. Korpskommando
Kommandant: Feldmarschalleutnant Ludwig Goiginger
Das Korps unterstand der deutschen Heeresgruppe Gallwitz und befehligte den Abschnitt Ornes bei Verdun.

#### k.k. 106. Landsturmdivision
Kommandant: Feldmarschalleutnant Karl Kratky
Die Division unterstand dem k.u.k. XVIII. Korps und kämpfte im Abschnitt Ornes bei Verdun.
- k.k. Divisionsstab
- k.k Sturmbataillon Nr. 106
- k.k. 20. Landsturminfanteriebrigade
  - k.k. Landsturminfanterieregiment Nr. 31
  - k.k. Landsturminfanterieregiment Nr. 32
- k.k. 211. Landsturminfanteriebrigade
  - k.k. Landsturminfanterieregiment Nr. 6
  - k.k. Landsturminfanterieregiment Nr. 25[A 1]
- Reserveschwadron des k.u.k. Ulanenregiments Nr. 1
- 4. Batterie der des k.u.k Feldartillerieregiments Nr. 206
- 6. Batterie des k.u.k. Feldartillerieregiments Nr. 306
- 2. Kompanie des k.u.k. Sappeurbataillons Nr. 16

#### k.u.k. 1. Infanteriedivision
Kommandant: Feldmarschalleutnant Joseph Metzger
Die Division war beim deutschen V. Reserve-Korps eingesetzt und kämpfte im Unterabschnitt Brabant bei Verdun.
- k.u.k. Divisionsstab
- k.u.k. Sturmbataillon Nr. 1
- k.u.k. 1. Infanteriebrigade
  - k.u.k. Infanterieregiment Nr. 5
  - k.u.k. Infanterieregiment Nr. 61
- k.u.k. 2. Infanteriebrigade
  - k.u.k. Infanterieregiment Nr. 112
  - k.u.k. Feldjägerbataillon Nr. 17
  - k.u.k. Feldjägerbataillon Nr. 25
  - k.u.k. Feldjägerbataillon Nr. 31
- 2. Schwadron des k.u. Honvédhusarenregiments Nr. 10
- k.u.k. 1. Feldartilleriebrigade
  - k.u.k. Feldartillerieregiment Nr. 1
  - k.u.k. Feldartillerieregiment Nr. 101
  - k.u.k. Schweres Feldartillerieregiment Nr. 1
  - k.u.k. Gebirgsartillerieabteilung Nr. 1
- k.u.k. Sappeurbataillon Nr. 1
- k.u.k. Ballonkompanie Nr. 13

#### k.u.k. 35. Infanteriedivision
Kommandant: Feldmarschalleutnant Eugen von Podhoránszky
Die Division war der deutschen Armee-Abteilung C eingesetzt und kämpfte bei der Combreshöhe.
- k.u.k. Divisionsstab
- k.u.k. Sturmbataillon Nr. 35
- k.u.k. 69. Infanteriebrigade
  - k.u.k. Infanterieregiment Nr. 62
  - k.u.k. Infanterieregiment Nr. 64
- k.u.k. 70. Infanteriebrigade
  - k.u.k. Infanterieregiment Nr. 51
  - k.u.k. Infanterieregiment Nr. 63
- 6. Schwadron des k.u. Honvédhusarenregiments Nr. 4
- k.u.k. 35. Feldartilleriebrigade
  - 1. bis 5. Batterie des k.u.k. Feldartillerieregiments Nr. 35
  - k.u.k. Feldartillerieregiment Nr. 135
  - k.u.k. Schweres Feldartillerieregiment Nr. 35
  - k.u.k. Gebirgsartillerieabteilung Nr. 35
  - 3. Minenwerferbatterie des k.u.k. Schweren Artillerieregiments Nr. 1[A 2]
- k.u.k. Sappeurbataillon Nr. 35
- k.u.k. Ballonkompanie Nr. 27

#### k.u. 37. Honvédinfanteriedivsion
Kommandant: Feldmarschalleutnant Johann Haber
Die Division war bei der deutschen Heeresgruppe Herzog Albrecht von Württemberg im Elsaß eingesetzt.
- k.u. Divisionsstab
- k.u. Sturmbataillon Nr. 37
- k.u. 73. Honvédinfanteriebrigade
  - k.u. Honvédinfanterieregiment Nr. 13
  - k.u. Honvédinfanterieregiment Nr. 18
- k.u.k. 74. Infanteriebrigade
  - k.u. Honvédinfanterieregiment Nr. 14
  - k.u. Honvédinfanterieregiment Nr. 15
- 5. Schwadron des k.u.k. Husarenregiments Nr. 4
- k.u. 37. Feldartilleriebrigade
  - 6. Batterie des k.u. Honvédfeldartillerieregiments Nr. 37
  - k.u. Honvédfeldartillerieregiment Nr. 137
  - k.u. Honvédgebirgsartillerieabteilung Nr. 37
- 1. Kompanie des k.u.k. Sappeurbataillons Nr. 37

### k.u.k. IX. Korpskommando
Kommandant: Feldmarschalleutnant Joseph Schneider Edler von Manns-Au
Das Korps befand sich im Begriff der Formierung in Straßburg.

### k.u.k. Etappenstelle West
Kommandant: Oberst Edmund Ritter von Wallerstein

### In deutsche Truppen eingeteilte k.u.k. Verbände
- k.u.k. Schweres Feldartillerieregiment Nr. 11
- k.k. Schweres Feldartillerieregiment Nr. 54
- k.u.k. Schweres Feldartillerieregiment Nr. 59
- k.u.k. Schweres Feldartillerieregiment Nr. 72
- k.u.k. Gebirgsartillerieregiment Nr. 8
- 1., 3. und 12. Batterie des k.u.k. Schweren Artillerieregiments Nr. 1
- 10. Batterie des k.u.k. Schweren Artillerieregiments Nr. 6
- 13. Batterie des k.u.k. Schweren Artillerieregiments Nr. 8
- 1. und 2. Batterie des k.u.k. Schweren Artillerieregiments Nr. 9
- 10. Batterie des k.u.k. Schweren Artillerieregiments Nr. 10
- 14. Batterie des k.u.k. Schweren Artillerieregiments Nr. 11

Insgesamt standen an der deutschen Westfront 45 ¾ Infanteriebataillone, vier Kavallerieschwadronen, 96 Artilleriebatterien, acht technische Kompanien und zwei Ballonkompanien mit zusammen rund 18.000 Feuergewehren, 400 Reitern und 360 Geschützen.

## Nachweise